# Корбени
Корбени (фр. Corbeny) је насељено место у Француској у региону Пикардија, у департману Ен (Пикардија).
По подацима из 2011. године у општини је живело 746 становника, а густина насељености је износила 48,98 становника/km².

## Демографија
| 1962. | 1968. | 1975. | 1982. | 1990. | 2011. |
| ----- | ----- | ----- | ----- | ----- | ----- |
| 540   | 517   | 495   | 578   | 591   | 746   |